# Трипръстка на Уорчестър
Трипръстката на Уорчестър (Turnix worcesteri) е вид птица от семейство Трипръсткови (Turnicidae).

## Разпространение
Видът е разпространен във Филипините.